# Cantón de Châtillon-sur-Chalaronne
El cantón de Châtillon-sur-Chalaronne (en francés canton de Châtillon-sur-Chalaronne) es una circunscripción electoral francesa situada en el departamento de Ain, de la región de Auvernia-Ródano-Alpes. La cabecera (bureau centralisateur en francés) está en Châtillon-sur-Chalaronne.

## Historia
Al aplicar el decreto n.º 2014-147 del 13 de febrero de 2014 sufrió una redistribución comunal con cambios en los límites territoriales y en el número de comunas, pasando éstas de 16 a 26.
Con la aplicación de dicho decreto, que entró en vigor el 2 de abril de 2015, después de las primeras elecciones departamentales posteriores a la publicación de dicho decreto, los cantones de Ain pasaron de 43 a 23.

## Composición
- L'Abergement-Clémenciat
- La Chapelle-du-Châtelard
- Châtillon-sur-Chalaronne
- Dompierre-sur-Chalaronne
- Garnerans
- Genouilleux
- Guéreins
- Illiat
- Marlieux
- Mogneneins
- Montceaux
- Montmerle-sur-Saône
- Neuville-les-Dames
- Peyzieux-sur-Saône
- Romans
- Saint-André-le-Bouchoux
- Saint-Didier-sur-Chalaronne
- Saint-Étienne-sur-Chalaronne
- Saint-Georges-sur-Renon
- Saint-Germain-sur-Renon
- Saint-Paul-de-Varax
- Sandrans
- Sulignat
- Thoissey
- Valeins